# Ceropegia rendallii
Ceropegia rendallii är en oleanderväxtart. Ceropegia rendallii ingår i släktet Ceropegia och familjen oleanderväxter.

## Underarter
Arten delas in i följande underarter:
- C. r. mutongaensis
- C. r. rendallii